# Тони Драго
Тони Драго (Tony Drago) е малтийски професионален играч на снукър и билярд, роден на 22 септември 1965 година.
Бързо печели симпатиите на публиката, след като се появява на професионалната снукър сцена с изключително бързата си игра. Колкото и бърз играч Тони е толкова и нервен и избухлив. Неговата импулсивност го принуждава доста често да се изнервя от своите грешки и това, в голяма степен му пречи да спечели ранкинг титла. Въпреки това той е най-успешния професионален играч от Малта, където снункъра е доста популярен. Драго има доста успешна кариера и в пула. Със своята бърза игра той държи няколко рекорда в снукъра, като – най-бърз сенчъри брейк за 3 мин и 31 сек; най-бърз фрейм за 3 мин. и най-бързи фреймове – (9 от 17) – 81 мин и (13 от 25) – 167 мин и 33 сек. През 2002 на B&H Championship той постига и максимален сенчъри брейк. В последните наколко сезона формата му значително пада и той изпада от топ 32.

## Сезон 2009/10
| Турнир                    | Резутат | Спечелени пари | Ранкинг точки | Най-голям брейк | 100+ брейк | 50+ брейк | Брой спечелени срещи |
| ------------------------- | ------- | -------------- | ------------- | --------------- | ---------- | --------- | -------------------- |
| Шанхай мастърс 2009       |         | £              |               |                 |            |           |                      |
| Гран При 2009             |         | £              |               |                 |            |           |                      |
| Британско първенство 2009 |         | £              |               |                 |            |           |                      |
| Мастърс 2010              |         | £              |               |                 |            |           |                      |
| Първенство на Уелс 2010   |         | £              |               |                 |            |           |                      |
| Първенство на Китай 2010  |         | £              |               |                 |            |           |                      |
| Световно първенство 2010  |         | £              |               |                 |            |           |                      |
| Общо                      |         | £              |               |                 |            |           |                      |

| Портал | В Портал Снукър можете да намерите още много страници за снукър. |